# Coppa Italia di Serie A2 2009-2010 (pallavolo femminile)
La Coppa Italia di Serie A2 di pallavolo femminile 2009-2010 si è svolta dal 20 gennaio al 28 febbraio 2010: al torneo hanno partecipato 11 squadre italiane di club e la vittoria finale è andata per la prima volta all'Aprilia.

## Regolamento
Al torneo hanno partecipato le prime otto squadre classificate al termine del girone d'andata della regular season della Serie A2 2009-10, disputando poi i quarti di finale con gare d'andata e ritorno, semifinali e finale.

## Squadre partecipanti
| Squadra             | Qualificazione                         | Ultima partecipazione            |
| ------------------- | -------------------------------------- | -------------------------------- |
| Aprilia             | 1ª al girone d'andata Serie A2 2009-10 | Coppa Italia di Serie A2 2008-09 |
| Busnago             | 7ª al girone d'andata Serie A2 2009-10 | Debutto                          |
| Universal Carpi     | 2ª al girone d'andata Serie A2 2009-10 | Debutto                          |
| Chieri              | 4ª al girone d'andata Serie A2 2009-10 | Coppa Italia di Serie A2 2002-03 |
| Parma               | 3ª al girone d'andata Serie A2 2009-10 | Coppa Italia di Serie A2 2008-09 |
| Pontecagnano Faiano | 6ª al girone d'andata Serie A2 2009-10 | Debutto                          |
| Vicenza             | 5ª al girone d'andata Serie A2 2009-10 | Coppa Italia di Serie A2 1997-98 |
| Volta               | 8ª al girone d'andata Serie A2 2009-10 | Coppa Italia di Serie A2 2008-09 |

## Torneo

### Tabellone
|  | Quarti | Quarti              | Quarti | Quarti |  |   | Semifinali | Semifinali      | Semifinali |  |   | Finale  | Finale          | Finale |
|  |        |                     |        |        |  |   |            |                 |            |  |   |         |                 |        |
|  | 1      | Aprilia             | 3      | 3      |  |   |            |                 |            |  |   |         |                 |        |
|  | 1      | Aprilia             | 3      | 3      |  |   |            |                 |            |  |   |         |                 |        |
|  | 8      | Volta               | 1      | 1      |  |   |            |                 |            |  |   |         |                 |        |
|  | 8      | Volta               | 1      | 1      |  | 1 | Aprilia    | 3               |            |  |   |         |                 |        |
|  |        |                     |        |        |  | 1 | Aprilia    | 3               |            |  |   |         |                 |        |
|  |        |                     |        |        |  |   | 4          | Vicenza         | 1          |  |   |         |                 |        |
|  | 5      | Vicenza             | 3      | 3      |  |   | 4          | Vicenza         | 1          |  |   |         |                 |        |
|  | 5      | Vicenza             | 3      | 3      |  |   |            |                 |            |  |   |         |                 |        |
|  | 4      | Chieri              | 2      | 0      |  |   |            |                 |            |  |   |         |                 |        |
|  | 4      | Chieri              | 2      | 0      |  |   |            |                 |            |  | 1 | Aprilia | 3               |        |
|  |        |                     |        |        |  |   |            |                 |            |  | 1 | Aprilia | 3               |        |
|  |        |                     |        |        |  |   |            |                 |            |  |   | 2       | Universal Carpi | 0      |
|  | 6      | Pontecagnano Faiano | 2      | 0      |  |   |            |                 |            |  |   | 2       | Universal Carpi | 0      |
|  | 6      | Pontecagnano Faiano | 2      | 0      |  |   |            |                 |            |  |   |         |                 |        |
|  | 3      | Parma               | 3      | 3      |  |   |            |                 |            |  |   |         |                 |        |
|  | 3      | Parma               | 3      | 3      |  | 3 | Parma      | 1               |            |  |   |         |                 |        |
|  |        |                     |        |        |  | 3 | Parma      | 1               |            |  |   |         |                 |        |
|  |        |                     |        |        |  |   | 2          | Universal Carpi | 3          |  |   |         |                 |        |
|  | 2      | Universal Carpi     | 3      | 3      |  |   | 2          | Universal Carpi | 3          |  |   |         |                 |        |
|  | 2      | Universal Carpi     | 3      | 3      |  |   |            |                 |            |  |   |         |                 |        |
|  | 7      | Busnago             | 0      | 2      |  |   |            |                 |            |  |   |         |                 |        |
|  | 7      | Busnago             | 0      | 2      |  |   |            |                 |            |  |   |         |                 |        |

### Risultati

#### Quarti di finale

##### Andata
| 20 gennaio 2010 - ore 20:30 PalaValle, Volta Mantovana          | Volta               | 1 - 3 | Aprilia         | 21-25, 25-17, 22-25, 30-32        |
| 20 gennaio 2010 - ore 20:30 Palasport Città di Vicenza, Vicenza | Vicenza             | 3 - 2 | Chieri          | 25-22, 22-25, 25-21, 24-26, 15-12 |
| 20 gennaio 2010 - ore 20:30 PalaBerlinguer, Pontecagnano        | Pontecagnano Faiano | 2 - 3 | Parma           | 20-25, 25-16, 22-25, 26-24, 13-15 |
| 20 gennaio 2010 - ore 20:30 PalaBusnago, Busnago                | Busnago             | 0 - 3 | Universal Carpi | 27-29, 23-25, 23-25               |

##### Ritorno
| 27 gennaio 2010 - ore 20:30 PalaLavinium, Pomezia | Aprilia         | 3 - 1 | Volta               | 25-13, 16-25, 27-25, 25-18       |
| 27 gennaio 2010 - ore 20:30 PalaMaddalene, Chieri | Chieri          | 0 - 3 | Vicenza             | 19-25, 19-25, 18-25              |
| 27 gennaio 2010 - ore 20:30 PalaRaschi, Parma     | Parma           | 3 - 0 | Pontecagnano Faiano | 25-17, 25-22, 25-23              |
| 27 gennaio 2010 - ore 20:30 PalaFerrari, Carpi    | Universal Carpi | 3 - 2 | Busnago             | 19-25, 20-25, 25-18, 25-8, 15-11 |

#### Semifinali
| 27 febbraio 2010 - ore 15:30 PalaRaschi, Parma | Aprilia | 3 - 1 | Vicenza         | 23-25, 25-19, 25-13, 25-22 |
| 27 febbraio 2010 - ore 18:00 PalaRaschi, Parma | Parma   | 1 - 3 | Universal Carpi | 25-20, 23-25, 17-25, 20-25 |

#### Finale
| 28 febbraio 2010 - ore 16:00 PalaRaschi, Parma | Aprilia | 3 - 0 | Universal Carpi | 26-16, 25-20, 25-20 |